# Келлер (Вашингтон)
Келлер (англ. Keller) — переписна місцевість (CDP) в США, в окрузі Феррі штату Вашингтон. Населення — 229 осіб (2020).

## Географія
Келлер розташований за координатами 48°5′7″ пн. ш. 118°42′59″ зх. д. / 48.08528° пн. ш. 118.71639° зх. д. (48.085189, -118.716364).  За даними Бюро перепису населення США в 2010 році переписна місцевість мала площу 24,64 км², уся площа — суходіл.

## Демографія
Згідно з переписом 2010 року, у переписній місцевості мешкали 234 особи в 87 домогосподарствах у складі 60 родин. Густота населення становила 9 осіб/км².  Було 98 помешкань (4/км²).
Расовий склад населення:
| - 78,2 % — корінних американців - 9,4 % — білих - 0,4 % — азіатів |

До двох чи більше рас належало 11,5 %. Частка іспаномовних становила 5,1 % від усіх жителів.
За віковим діапазоном населення розподілялося таким чином: 28,6 % — особи молодші 18 років, 61,6 % — особи у віці 18—64 років, 9,8 % — особи у віці 65 років та старші. Медіана віку мешканця становила 33,5 року. На 100 осіб жіночої статі у переписній місцевості припадало 110,8 чоловіків;  на 100 жінок у віці від 18 років та старших — 103,7 чоловіків також старших 18 років.
За межею бідності перебувало 54,7 % осіб, у тому числі 79,7 % дітей у віці до 18 років та 46,9 % осіб у віці 65 років та старших.
Цивільне працевлаштоване населення становило 46 осіб. Основні галузі зайнятості: публічна адміністрація — 37,0 %, освіта, охорона здоров'я та соціальна допомога — 21,7 %, транспорт — 17,4 %.